# アルフレッサ ホールディングス
アルフレッサ ホールディングス株式会社（英称：Alfresa Holdings Corporation）は、東京都千代田区に本社を構える医薬品卸の持株会社である。
商号の表記は、登記上では「アルフレッサホールディングス株式会社」とスペースなし、定款上では「アルフレッサ ホールディングス株式会社」とスペースありとなっている。

## 概要
2003年9月29日、業界売上高3位で東京都に本拠地を置く福神と、同4位で大阪府に本拠地を置くアズウェルが共同で株式を移転し、設立。両社が傘下に入り、2004年10月1日にそれぞれの事業を卸事業会社と製造事業会社に統合した。
業界でメディパルホールディングスと並ぶ。

## 大株主
2023年3月31日現在
| 日本マスタートラスト信託銀行株式会社（信託口）                                                  | 14.06% |
| NORTHERN TRUST CO.(AVFC) RE SILCHESTER INTERNATIONAL INVESTORS INTERNATIONAL VALUE EQUITY TRUST | 6.16%  |
| 株式会社日本カストディ銀行（信託口）                                                            | 5.36%  |
| アルフレッサ ホールディングス社員持株会                                                         | 2.89%  |
| NORTHERN TRUST CO.(AVFC) RE NON TREATY CLIENTS ACCOUNT                                          | 2.80%  |
| NORTHERN TRUST CO.(AVFC) RE U.S. TAX EXEMPTED PENSION FUNDS                                     | 2.69%  |
| みずほ信託銀行株式会社 退職給付信託 第一三共口 再信託受託者 株式会社日本カストディ銀行          | 1.93%  |
| 第一三共株式会社                                                                                | 1.58%  |
| BNYM TREATY DTT 15                                                                              | 1.55%  |
| NORTHERN TRUST CO.(AVFC) RE IEDU UCITS CLIENTS NON LENDING 15 PCT TREATY ACCOUNT                | 1.52%  |

## 沿革
- 2003年（平成15年）9月29日 - 株式会社アズウェル（大阪府）と福神株式会社（東京都）が、共同持株会社としてアルフレッサ ホールディングス株式会社を設立。
- 2004年（平成16年）
  - 4月1日 - 連結子会社の福神が、ダイワ薬品株式会社（愛媛県）の株式を86.8%、株式会社小田島（岩手県）の株式を55.1%、それぞれ取得し子会社化。
  - 7月1日 - 株式会社大正堂（埼玉県）を株式交換により完全子会社化。
  - 10月1日 - アズウェルの卸売事業部門と大正堂の営業部門を福神が承継し、福神は卸売事業のアルフレッサ株式会社に、アズウェルは製造事業のアルフレッサ ファーマ株式会社にそれぞれ商号変更。
  - 12月 - ピップトウキョウ株式会社（東京都、現・ピップ）とSPD事業等を行うアルフレッサ ピップトウキョウ株式会社（現・アルフレッサ メディカルサービス）を設立。
- 2005年（平成17年）
  - 4月1日 - ダイワ薬品・株式会社岡内勧弘堂（香川県）・弘和薬品株式会社（徳島県）の3社を株式交換により完全子会社化。
  - 10月1日 -
    - 成和産業株式会社（広島県）を株式交換により完全子会社化。
    - 当社子会社の株式会社岡内勧弘堂がダイワ薬品・弘和薬品を吸収合併し、四国アルフレッサ株式会社に商号変更。
- 2006年（平成18年）4月1日 - 明祥株式会社（石川県）を株式交換により完全子会社化。
- 2007年（平成19年）
  - 3月20日 - シーエス薬品株式会社（愛知県）、株式会社日本アクセス（東京都）との3社で一般用医薬品・食品卸事業で業務提携。株式会社メディセオ・パルタックホールディングス（現・メディパルホールディングス）に次ぐ第2の業態卸が誕生した。
  - 3月30日 - 小田島を株式交換により完全子会社化。
  - 10月1日 - シーエス薬品、及び株式会社琉薬（沖縄県）を株式交換により完全子会社化。
  - 10月25日 - 日立製作所との合弁で、グループ内の情報システム業務を行うアルフレッサ システム株式会社を設立。
- 2008年（平成20年）
  - 3月27日 - アポロメディカルホールディングス株式会社（東京都豊島区）の株式を65.9%取得し子会社化。
  - 6月18日 - 丹平中田株式会社（大阪府）の第三者割当増資を引き受け、同社株式を6.5%取得し筆頭株主となる。
  - 10月10日 - メディセオ・パルタックホールディングスと2009年4月1日に合併する基本合意書を締結[4][5]。
- 2009年（平成21年）1月9日 - メディセオ・パルタックホールディングスとの合併基本合意を白紙撤回[6]。
- 2010年（平成22年）
  - 1月8日 - 株式交換によりアルフレッサ日建産業株式会社、及び安藤株式会社を完全子会社化。
  - 3月26日 - 株式会社あらた（千葉県）、日本アクセス、シーエス薬品、丹平中田との5社で食品・日用品・一般用医薬品等の卸売事業における業務提携を締結。
  - 10月1日 - 株式交換により丹平中田を完全子会社化。
- 2011年（平成23年）10月1日 -
  - 当社子会社のシーエス薬品の一般用医薬品等の卸売事業を、会社分割により同じく当社子会社の丹平中田へ事業統合。丹平中田はアルフレッサ ヘルスケア株式会社に商号変更。
  - 当社子会社のアルフレッサ株式会社が、同じく当社子会社の安藤を吸収合併。
- 2012年（平成24年）
  - 2月3日 - 常盤薬品株式会社（山口県[注釈 1]）と業務提携。
  - 10月1日 - 株式交換により常盤薬品、恒和薬品を完全子会社化。
- 2013年（平成25年）11月28日 - 香川県を除く四国地方で診断薬卸売事業を行う篠原化学薬品株式会社（高知県）と業務提携。
- 2014年（平成26年）
  - 4月1日 - 株式交換により篠原化学薬品株式会社を完全子会社化。
  - 10月1日 - 
    - 旧法人から一般用医薬品関連商品の卸売事業を会社分割により分社化して設立した株式会社茂木薬品商会の全株式を当社子会社のアルフレッサ ヘルスケア株式会社が取得して子会社（当社の孫会社）化。
    - 当社子会社の四国アルフレッサ株式会社の診断薬卸売事業を同じく子会社の篠原化学薬品株式会社へ事業譲渡し、篠原化学薬品株式会社はアルフレッサ篠原化学株式会社に商号変更。
- 2015年（平成27年）
  - 3月26日 - 株式会社ヤオコーから同社の子会社だった株式会社日本アポック（埼玉県）の株式の35%を譲り受け、子会社化[7]。
  - 4月1日 - 
    - 当社子会社の成和産業が、同じく当社子会社の常盤薬品を吸収合併。成和産業はティーエスアルフレッサ株式会社に商号変更。
    - 第一三共の子会社である第一三共プロファーマ株式会社の秋田工場を、株式譲受により当社子会社のアルフレッサ ファーマへ継承し、同社子会社（当社孫会社）としてアルフレッサ ファインケミカル株式会社を設立。
- 2016年（平成28年）
  - 4月1日 -
    - 当社子会社のアルフレッサが、同じく当社子会社のアルフレッサ日建産業を吸収合併。
    - エーザイ株式会社の子会社であったサンノーバ株式会社[注釈 2]を株式譲受により子会社化。

  - 10月1日 - 当社子会社のアルフレッサが、同じく当社子会社のシーエス薬品を吸収合併。
- 2018年（平成30年）10月1日 - 当社子会社の恒和薬品が、同じく当社子会社の小田島を吸収合併。恒和薬品は東北アルフレッサ株式会社に商号変更。
- 2019年（令和元年）11月27日 - 当社子会社のアルフレッサが公正取引委員会から独占禁止法違反の疑いで家宅捜索を受ける[8][9]。
- 2020年（令和2年）
  - 6月30日 - 株式の追加取得によりアポロメディカルホールディングス株式会社を完全子会社化[10]。
  - 11月6日 - 当社子会社のアルフレッサ株式会社の子会社（当社の孫会社）であった株式会社中日ファーマシー（愛知県）を現物配当（的確現物分配）により全株式を取得して完全子会社化[11]。
- 2021年（令和3年）4月1日 - 
  - 当社子会社のアルフレッサ ヘルスケアが、子会社（当社孫会社）の茂木薬品商会を吸収合併[12]。
  - 当社子会社のアポロメディカルホールディングスが、日本アポック・中日ファーマシーを吸収合併。アポロメディカルホールディングスはアポクリート株式会社に商号変更[13]。

## グループ会社
医療用医薬品等卸売事業
- アルフレッサ株式会社
- エーエル プラス株式会社
- 四国アルフレッサ株式会社
- ティーエスアルフレッサ株式会社
- 明祥株式会社
- 株式会社琉薬
- 東北アルフレッサ株式会社
- アルフレッサ メディカルサービス株式会社
- アルフレッサ篠原化学株式会社

セルフメディケーション卸売事業
- アルフレッサ ヘルスケア株式会社

医薬品等製造事業
- アルフレッサ ファーマ株式会社

青島耐絲克医材有限公司
- アルフレッサ ファインケミカル株式会社

医療関連事業
- アポクリート株式会社

情報システムの運用・保守および開発事業
- アルフレッサ システム株式会社

## 不祥事
当社の連結子会社であるアポロメディカルホールディングス（現・アポクリート）が運営する「アイランド薬局」の北海道北広島市内の店舗において、厚生労働省北海道厚生局から調剤報酬の不当請求を指摘された後、請求に関係する資料の内容を改竄して虚偽申告し、返金額を減額していたことが2019年6月に判明。アポロメディカルホールディングスの役員による指示があったことが報じられた。この問題を受け、当社で社外の有識者（弁護士）のみで構成された第三者委員会が設置された。同年12月26日に第三者委員会から調査報告書を受領し、調査結果や再発防止の対応策を公表するとともに、アポロメディカルホールディングスと日本アポックにおいては関与した社員及びその監督者に対する社内規定に基づく処分や取締役の異動・辞任・報酬の自主返上が行われた。